# Moreuil
Moreuil är en kommun i departementet Somme i regionen Hauts-de-France i norra Frankrike. Kommunen ligger i kantonen Moreuil som tillhör arrondissementet Montdidier. År 2022 hade Moreuil 3 968 invånare.

## Befolkningsutveckling
Antalet invånare i kommunen Moreuil
| Referens: INSEE |